# معر شمارين
معر شمارين قرية سورية تتبع ناحية مركز معرة النعمان في منطقة معرة النعمان في محافظة إدلب. بلغ عدد سكانها 5000نسمة في عام 2004 حسب إحصاء المكتب المركزي للإحصاء.
تقع على بعد حوالي 5 كم إلى الجنوب الشرقي من مدينة معرة النعمان.